# Listă de filme de animație din anii 2000
Aceasta este o listă de liste de filme de animație din anii 2000:
- Listă de filme de animație din 2000
- Listă de filme de animație din 2001
- Listă de filme de animație din 2002
- Listă de filme de animație din 2003
- Listă de filme de animație din 2004
- Listă de filme de animație din 2005
- Listă de filme de animație din 2006
- Listă de filme de animație din 2007
- Listă de filme de animație din 2008
- Listă de filme de animație din 2009